# Seiji Mataichi
Seiji Mataichi (jap. 又市 征治, Mataichi Seiji; * 18. Juli 1944 in Toyama, Präfektur Toyama; † 18. September 2023 ebenda) war ein japanischer Politiker der Sozialdemokratischen Partei. Er war von Februar 2018 bis Februar 2020 deren Vorsitzender sowie von 2001 bis 2019 Abgeordneter im Sangiin, dem Oberhaus des nationalen Parlaments, für den nationalen Verhältniswahlkreis.

## Leben
Mataichi wurde am 18. Juli 1944 in Toyama in eine Familie von Reisbauern geboren und wuchs nach eigener Angabe in eher ärmlichen Verhältnissen auf. Nach dem Abschluss der Oberschule 1962 trat er 1965 in die Präfekturverwaltung Toyama ein und bekleidete seit 1974 mehrere Posten in der Gewerkschaft Jichirō (全日本自治団体労働組合 Zen Nihon Jichi Dantai Rōdō Kumiai) für die Präfektur Toyama. 2001 wechselte er in die aktive Politik und wurde bei der Oberhauswahl 2001 als Kandidat der Sozialdemokratischen Partei (kurz SDP) im nationalen Verhältniswahlkreis als dritterfolgreichster Sozialdemokrat ins Oberhaus gewählt. Bei den folgenden Wahlen 2007 und 2013 konnte er seinen Sitz jeweils verteidigen. 2003 erklärte ihn die damals neue Parteivorsitzende Mizuho Fukushima zum Generalsekretär; von diesem Posten trat er jedoch im Dezember 2007 infolge des schlechten Abschneidens der Partei bei der Oberhauswahl 2007 zurück. Fukushima bat ihn jedoch daraufhin um einen Verbleib im Parteivorstand und ernannte ihn zum stellvertretenden Vorsitzenden (副党首 Fuku Tōshu). 2010 übernahm er den Fraktionsvorsitz im Oberhaus und wurde 2013 wieder Generalsekretär. Nach dem Rücktritt Fukushimas im Juli 2013 als Konsequenz der Oberhauswahl 2013 übte er gleichzeitig kommissarisch den Posten des Parteivorsitzenden aus, bis im Oktober des Jahres Tadatomo Yoshida zum Vorsitzenden gewählt wurde.
Anschließend an die Ankündigung Yoshidas im Januar 2018, er werde nicht für eine weitere Amtszeit als Parteivorsitzender kandidieren, gab Mataichi am Ende des Monats seine Kandidatur bekannt, nachdem sich zuvor niemand dazu bereiterklärt hatte und die Wahl daher mehrfach verschoben werden musste. Yoshida hatte bereits bei der Oberhauswahl 2016 seinen Sitz verloren und blieb damals auf Drängen des Parteivorstands Vorsitzender, jedoch konnte die SDP auch bei der Unterhauswahl 2017 keine Sitze hinzugewinnen. Mataichi wurde schließlich im Februar 2018 auf einem Parteitag ohne Gegenkandidaten einstimmig zum Vorsitzenden gewählt. Sein Nachfolger als Generalsekretär wurde der Unterhausabgeordnete Hajime Yoshikawa.
Mataichi erklärte im Mai 2019 auf einer Pressekonferenz, dass bei ihm Lungenkrebs diagnostiziert wurde, und musste sich im gleichen Monat einer Operation unterziehen. Zur Oberhauswahl 2019 trat er nicht mehr für eine Wiederwahl als Abgeordneter an. Als Parteivorsitzender blieb er bis zum regulären Ende seiner Amtszeit im Februar 2020 im Amt und wurde anschließend von Mizuho Fukushima abgelöst. Er fungiert fortan als Berater seiner Partei.
Er starb am 18. September 2023 im Alter von 79 Jahren in Toyama.